# Glasp
GlaspはGlasp Inc.によって開発されたウェブコンテンツをハイライトするウェブアプリケーションである。ユーザーはウェブ記事、PDF、YouTube動画をハイライトし、参照用に整理することができる。

## 歴史
Glasp Inc.はサンフランシスコを拠点とするスタートアップで、中屋敷量貴と渡辺圭祐によって2021年に設立。
2021年8月、Glaspはエンジェルラウンドで資金を調達。
2022年12月、YouTube Summary with ChatGPTをリリース。
2023年4月、Glaspはプレシードラウンドで資金を調達。

## 参照資料
1. ↑  “Glasp: PDF & Web Highlighter for Researchers & Learners” (English). Glasp. 2025年8月13日閲覧。